# Cumpăna
Cumpăna (in turco Haşiduluc) è un comune della Romania di 10 588 abitanti, ubicato nel distretto di Costanza, nella regione storica della Dobrugia.
Il comune è formato dall'unione di 2 villaggi: Cumpăna e Straja.